# Pathuitz, Chamula
Pathuitz är en ort i Mexiko.   Den ligger i kommunen Chamula och delstaten Chiapas, i den sydöstra delen av landet, 800 km öster om huvudstaden Mexico City. Pathuitz ligger 2 375 meter över havet och antalet invånare är 430.
Terrängen runt Pathuitz är lite bergig. Runt Pathuitz är det ganska tätbefolkat, med 134 invånare per kvadratkilometer. Närmaste större samhälle är San Cristóbal de las Casas, 14,3 km söder om Pathuitz. Omgivningarna runt Pathuitz är en mosaik av jordbruksmark och naturlig växtlighet.